# Patricia McPherson
Patricia McPherson, född 27 november 1954 i Oak Harbor i Island County, Washington, är en amerikansk skådespelare.

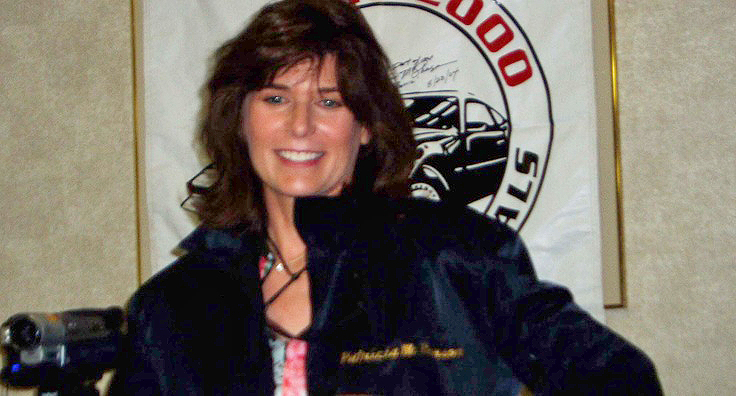

McPherson är mycket känd för rollen som Bonnie Barstow i TV-serien Knight Rider, där hon spelade mekaniker till bilen K.I.T.T. Från början var hon endast med i den första säsongen men tillfrågades senare om hon ville återvända till serien. Hon tackade ja och återvände till serien i säsong 3 där hon stannade fram till och med att serien lades ned efter säsong 4. Hennes första filmroll var 1976 i filmen Tom Jones erotiska äventyr.
Hon har även varit gästskådespelare i ett flertal TV-serier.

## Filmografi (urval)
- 1997 – Men in Black
- 1991 – Matlock, avsnitt The Witness Killings (gästroll i TV-serie)
- 1990 – Aftershock
- 1988 – Star Trek: The Next Generation, avsnitt Angel One (gästroll i TV-serie)
- 1986 – MacGyver, avsnitt Jack of Lies (gästroll i TV-serie)
- 1985 – Maktens kod
- 1984 – Concrete Beat (TV-film)
- 1982–1986 – Knight Rider (TV-serie)
- 1982 – All Star Comedy (TV-film)
- 1981 – Othello (TV-film)
- 1980 – Stuntmannen
- 1976 – Tom Jones erotiska äventyr